# FAQ: Frequently Asked Questions
Pour les articles homonymes, voir FAQ (homonymie).
Pour plus de détails, voir Fiche technique et Distribution.
FAQ: Frequently Asked Questions est un film de science-fiction de Carlos Atanes sorti en 2004.

## Synopsis
Paris, France, dans un futur proche. « Métacontrole », une confrérie misandre entièrement féminine, gouverne l'Europe de façon coercitive. Elle bombarde Paris d'un flot continu d'annonces par mégaphone préconisant une stricte séparation des sexes. Les hommes et les femmes peuvent vivre ensemble et le font, mais le toucher est strictement interdit.
Angeline, citoyenne modèle, vient de s'inscrire dans la Confrérie, mais la relation qu'elle a avec un homme, Nono, va la conduire à questionner les principes de la Doctrine.

## Fiche technique
- Réalisation et scénario : Carlos Atanes
- Musique : Xavier Tort
- Producteur : Marta Timón et Oriol Marcos
- Distribution : FortKnox Audiovisual
- Photographie : David García et Albert Ramírez
- Montage : Andrés Prieto
- Décors : Carlos Atanes
- Langue : Français
- Pays :  Espagne
- Dates de sortie :
  - Espagne : 12 octobre 2004 (Festival International de Cinéma Girona)
  - France : 8 juillet 2005 (Festival Cinéma Nouvelle Génération)

## Distribution
- Xavier Tort
- Anne-Céline Auché
- Manuel Solàs
- Raúl Mena
- Neus Bernaus
- Marta Timón
- Antonio Vladimir
- Anna Diogène
- Neus Suñé
- Xavier Tor Sanz
- Paloma Povedano

## Récompenses et nominations
- International Panorama of Independent Filmmakers 2005, Athènes (Grèce) : Prix du meilleur long métrage[1].
- Fantasporto 2006, Porto (Portugal) : nommé pour le Méliès d'Argent[2].